# 폰 스타스
《폰 스타스》(영어: Pawn Stars)는 2009년부터 현재까지 방영된 미국의 리얼리티 텔레비전 프로그램이다.